# Campeonato Português da 1.ª Divisão de Polo Aquático de 2015–2016
O Campeonato da 1ª Divisão de Polo Aquático (English: Water Polo) de 2015/2016 foi a 32ª edição desde ressurgimento  em 1984/85, competição organizada pela Federação Portuguesa de Natação,  É disputada por 7 equipas, em duas fases. O Clube Fluvial Portuense conquistou o seu 1º Título.

## Play-off Final
1º jogo play-off final: Clube Fluvial Portuense 8 - 6 SC Paredes, (3-2; 1-2; 1-2; 3-0), na Piscina do Clube Fluvial Portuense
2º jogo play-off final: Clube Fluvial Portuense 6 - 11 SC Paredes, (1-3; 1-0; 2-4; 2-4), na Piscina do Clube Fluvial Portuense
3º jogo play-off final: SC Paredes 12-13, nas g.p., Clube Fluvial Portuense, após um empate a 9-9, no tempo regulamentar, na Piscina de Recarei, Paredes
4º jogo play-off final: SC Paredes 12-7 Clube Fluvial Portuense, na Piscina de Recarei, Paredes
5º jogo play-off final: Clube Fluvial Portuense 11-7 SC Paredes, (3-1, 4-2, 1-3, 3-1), na Piscina do Clube Fluvial Portuense
O Clube Fluvial Portuense sagrou-se Campeão nacional 3 – 2 (8-6, 6-11, 13-12 após g.p., 7-12, 11-7) contra SC Paredes

## Série dos primeiros
| Pos | Equipa                  | J | V | E | D | GM  | GS  | Diff | Pts |
| --- | ----------------------- | - | - | - | - | --- | --- | ---- | --- |
| 1   | Clube Fluvial Portuense | 6 | 4 | 2 | 0 | 266 | 172 | +94  | 20  |
| 2   | SC Paredes              | 6 | 3 | 2 | 1 | 275 | 157 | +118 | 17  |
| 3   | CDUP                    | 6 | 3 | 0 | 3 | 213 | 194 | +19  | 13  |
| 4   | Clube Naval Povoense    | 6 | 0 | 0 | 6 | 220 | 212 | +8   | 5   |

## Série dos últimos
| Pos | Equipa      | J | V | E | D | GM  | GS  | Diff | Pts |
| --- | ----------- | - | - | - | - | --- | --- | ---- | --- |
| 1   | Vitória SC  | 4 | 3 | 1 | 0 | 129 | 183 | -54  | 11  |
| 2   | Sporting CP | 4 | 2 | 1 | 1 | 158 | 183 | -25  | 9   |
| 3   | CNAc        | 4 | 0 | 0 | 4 | 131 | 291 | -160 | 1   |

## Primeira Divisao 1a Fase
| Pos | Equipa                  | J  | V  | E | D  | GM  | GS  | Diff | Pts |
| --- | ----------------------- | -- | -- | - | -- | --- | --- | ---- | --- |
| 1   | Clube Fluvial Portuense | 12 | 10 | 0 | 2  | 179 | 104 | +75  | 30  |
| 2   | SC Paredes              | 12 | 10 | 0 | 2  | 192 | 94  | +98  | 30  |
| 3   | Clube Naval Povoense    | 12 | 8  | 1 | 3  | 162 | 119 | +43  | 25  |
| 4   | CDUP                    | 12 | 6  | 2 | 4  | 140 | 117 | +23  | 20  |
| 5   | Sporting CP             | 12 | 4  | 0 | 8  | 111 | 140 | -29  | 12  |
| 6   | CNAc                    | 12 | 1  | 1 | 10 | 98  | 234 | -136 | 4   |
| 7   | Vitória SC              | 12 | 1  | 0 | 11 | 78  | 152 | -74  | 3   |